# تضميد

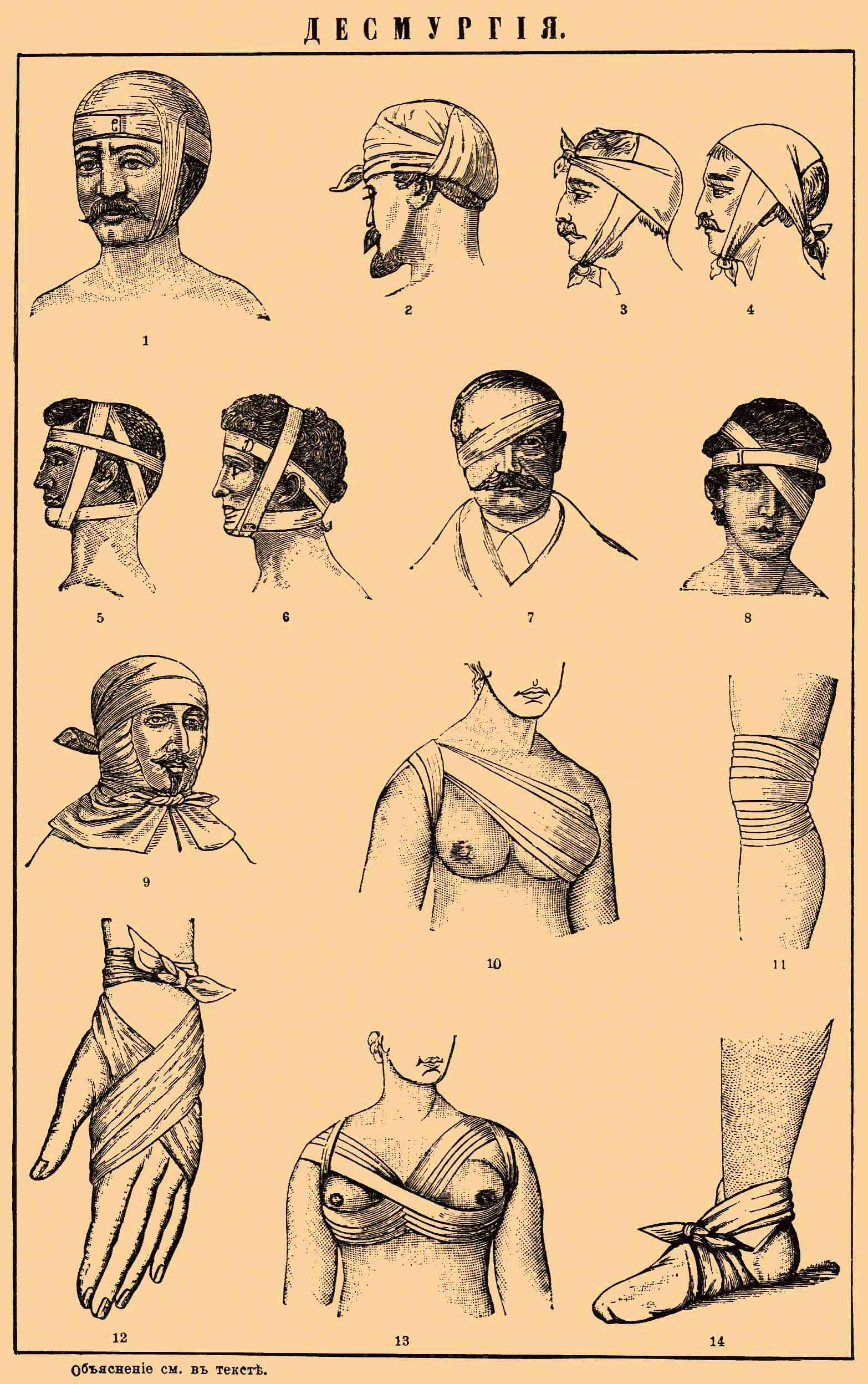

التضميد (بالإنجليزية: Desmurgy)‏ هو فرع من فروع الجراحة الذي يرتبط بأساليب عمل الضمادات والعِصبات وهلم جرا.
حيث اشتقت كلمة "desmurgy" من الكلمة اليونانية desmos التي تعني (وثاق، رباط، رابط....). «التضميد» هو أسلوب شائع يستخدم في أكاديمية جون أبلي (John Abley) للمبارزة ويطبق بشكل أساسي على المبارزين الجرحى.